# Louis Vauxcelles
Louis Vauxcelles nato Louis Meyer (Parigi, 1º gennaio 1870 – Parigi, 21 luglio 1943) è stato un critico d'arte francese.

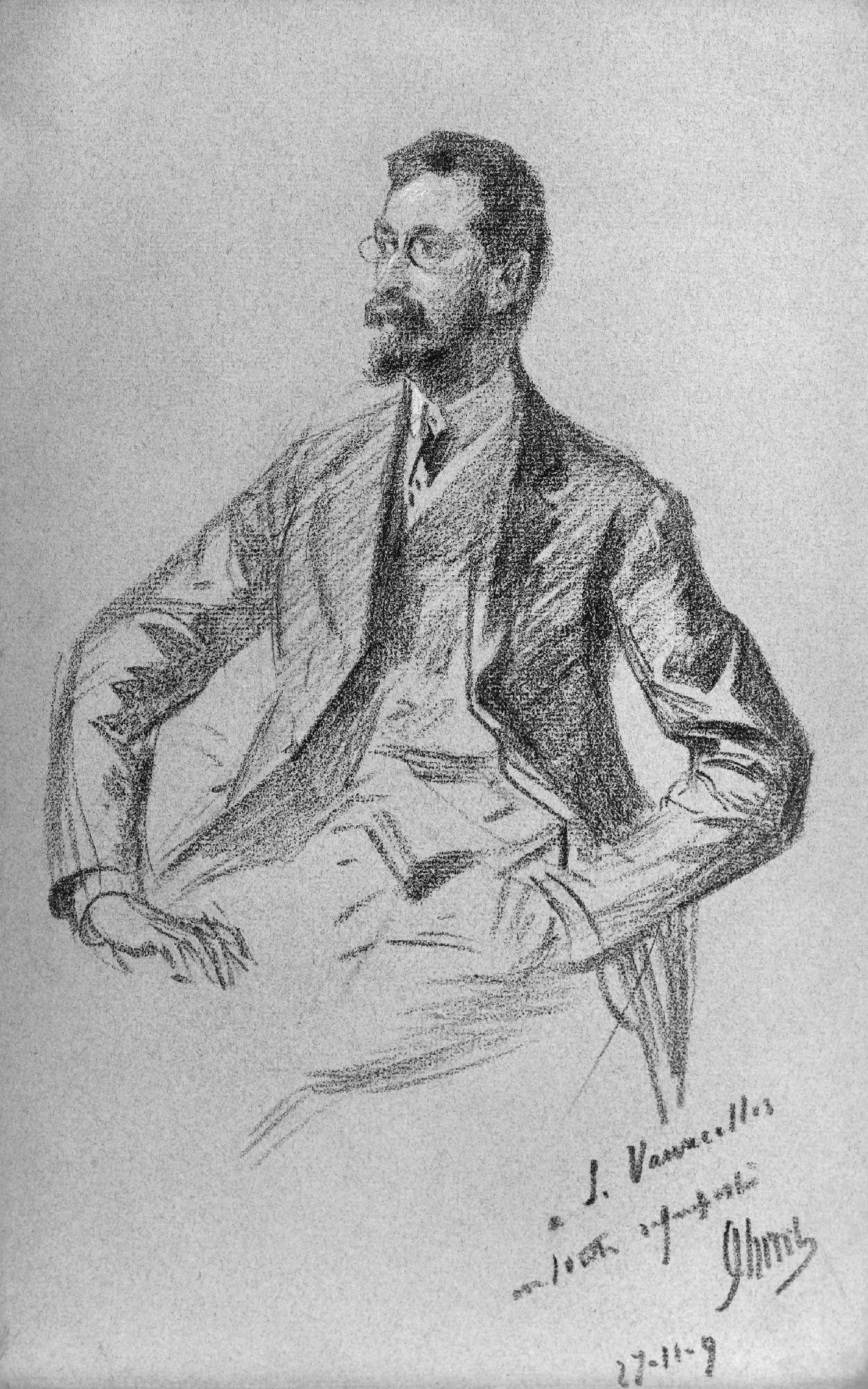
Louis Vauxcelles, 1909 (Jules Chéret)

È accreditato di aver coniato i termini Fauvismo (1905) e Cubismo (1908). Utilizzò diversi pseudonimi in varie pubblicazioni: Pinturrichio, Vasari, Coriolès e Critias.

## Fauvismo
Coniò la frase "les fauves" (tradotto come "bestie selvagge") in una recensione del 1905 della mostra Salon d'Automne per descrivere in modo critico e beffardo una cerchia di pittori associati a Henri Matisse. Poiché i loro dipinti erano esposti nella stessa stanza di una scultura di Donatello che apprezzava, affermò la sua critica e disapprovazione per le loro opere descrivendo la scultura come "un Donatello tra le bestie feroci".
Il Nudo blu (Souvenir de Biskra) di Henri Matisse apparve agli Indépendants del 1907, intitolato Tableau n. III. Vauxcelles scrisse a proposito di Nu bleu:
Ammetto di non capire. Una brutta donna nuda è distesa sull'erba di un azzurro opaco sotto le palme... Questo è un effetto artistico tendente all'astratto che mi sfugge completamente. (Vauxcelles, Gil Blas, 20 marzo 1907)
Vauxcelles descrisse così il gruppo dei "Fauves":
Un movimento che ritengo pericoloso (nonostante la grande simpatia che nutro per i suoi autori) sta prendendo forma in un piccolo clan di giovani. È stata istituita una cappella, officiano due preti superbi. M.M. Derain e Matisse; poche decine di catecumeni innocenti hanno ricevuto il battesimo. Il loro dogma è uno schematismo vacillante che vieta modellazioni e volumi in nome dell'astrazione pittorica del non so cosa. Questa nuova religione non mi attrae. Non credo in questo Rinascimento... M. Matisse, fauve in capo; M. Derain, sostituto fauve; MM. Othon Friesz e Dufy, fauves presenti... e M. Delaunay (un allievo quattordicenne di M. Metzinger...), fauvelet infantile. (Vauxcelles, Gil Blas, 20 marzo 1907).

## Cubismo
Nel 1906 Jean Metzinger strinse una stretta amicizia con Robert Delaunay, con il quale avrebbe condiviso una mostra alla galleria di Berthe Weill all'inizio del 1907. I due furono individuati da Vauxcelles nel 1907 come divisionisti che usavano grandi cubi, simili a mosaici, per costruire composizioni piccole, ma altamente simboliche.
Nel 1908, ancora Vauxcelles, nella sua recensione della mostra di Georges Braque alla galleria Kahnweiler, definì Braque un uomo audace che disprezza la forma, "riducendo tutto, luoghi e figure e case, a schemi geometrici, a cubi".
Vauxcelles raccontava come Matisse gli avesse detto all'epoca: "Braque ha appena inviato (al Salon d'Automne del 1908) un dipinto fatto di piccoli cubi". Il critico Charles Morice riferì le parole di Matisse e parlò dei cubetti di Braque. Il motivo del viadotto dell'Estaque aveva ispirato Braque a realizzare tre dipinti caratterizzati dalla semplificazione della forma e dalla decostruzione della prospettiva.
Il 25 marzo 1909 Vauxcelles qualificò le opere di Braque esposte al Salon des Indépendants come "bizarreries cubiques" (stranezze cubiche).
Vauxcelles, questa volta nella sua recensione del 26° Salon des Indépendants (1910), fece un riferimento fugace e impreciso a Henri Le Fauconnier, Jean Metzinger, Albert Gleizes, Robert Delaunay e Fernand Léger, come "geometri ignoranti, che riducono il corpo umano, il sito, a pallidi cubi."
“In nessuno dei due casi” nota Daniel Robbins “l'uso della parola “cubo” ha portato all'immediata identificazione degli artisti con un nuovo atteggiamento pittorico, con un movimento. La parola non era altro che un epiteto descrittivo isolato che, in entrambi i casi, era motivato da una visibile passione per la struttura così assertiva che i critici furono strappati, momentaneamente, dalla loro abituale concentrazione su motivi e soggetti; in quel contesto i loro commenti erano tutti sul disegno, colore, tonalità e, solo occasionalmente, concepimento." (Robbins, 1985)
Il termine "Cubismo" emerse per la prima volta all'inaugurazione del Salon des Indépendants del 1911; imposto dai giornalisti che desideravano creare notizie clamorose. Il termine venne usato in modo dispregiativo per descrivere le diverse preoccupazioni geometriche riflesse nei dipinti di cinque artisti in continua comunicazione tra loro: Metzinger, Gleizes, Delaunay, Le Fauconnier e Léger (ma non Picasso o Braque, entrambi assenti da questa massiccia mostra).
Vauxcelles riconobbe l'importanza di Cézanne per i cubisti nel suo articolo intitolato From Cézanne to Cubism (pubblicato in Eclair, 1920). Per Vauxcelles l'influenza ebbe un duplice carattere, sia "architettonico" che "intellettuale". Sottolineò l'affermazione di Émile Bernard secondo cui l'ottica di Cézanne "non era negli occhi, ma nel suo cervello".
Nel 1911 coniò il termine meno noto Tubismo per descrivere lo stile di Fernand Léger.

## Eredità
Nel 1906 Louis Vauxcelles fu nominato Cavaliere della Legion d'onore e nel 1925 fu promosso Ufficiale della Legion d'onore.
Verso la fine della sua vita, nel 1932, pubblicò un saggio monografico su Marek Szwarc, dedicato al carattere ebraico dell'opera di Szwarc.
"La sua arte affonda le sue radici nel passato dei ghetti e dall'accento commovente come gli antichi canti nella sinagoga di Wilna, è un ritorno all'immaginario popolare. E, per quanto questo possa sembrare paradossale, questi modi severi, questo stile severo, di una "comune" ingenuità, sono profondamente in accordo con ciò che l'arte del tipo più modernista fornisce nei nostri confronti; per i suoi concetti poetici, per la sua esecuzione decisa e generosa, per il senso delle sue disposizioni cadenzate, per la grafica tagliente scritta in vista della materia e che comanda proprio questa materia, è evidente che Marek Szwarc è in armonia con gli innovatori più audaci dei nostri tempi, che lo cercano e lo vedono come un maître."
Morì a Parigi, all'età di 73 anni.